# Verlot
Verlot é uma Região censo-designada localizada no estado norte-americano de Washington, no Condado de Snohomish.

## Demografia
Segundo o censo norte-americano de 2000, a sua população era de 170 habitantes.

## Geografia
De acordo com o United States Census Bureau tem uma área de
16,9 km², dos quais 16,5 km² cobertos por terra e 0,4 km² cobertos por água. Verlot localiza-se a aproximadamente 275 m acima do nível do mar.

## Localidades na vizinhança
O diagrama seguinte representa as localidades num raio de 24 km ao redor de Verlot.